# Acropora rongelapensis
Acropora rongelapensis là một loài san hô trong họ Acroporidae. Loài này được sp. miêu tả khoa học năm nov..